# Гробниця праматерів

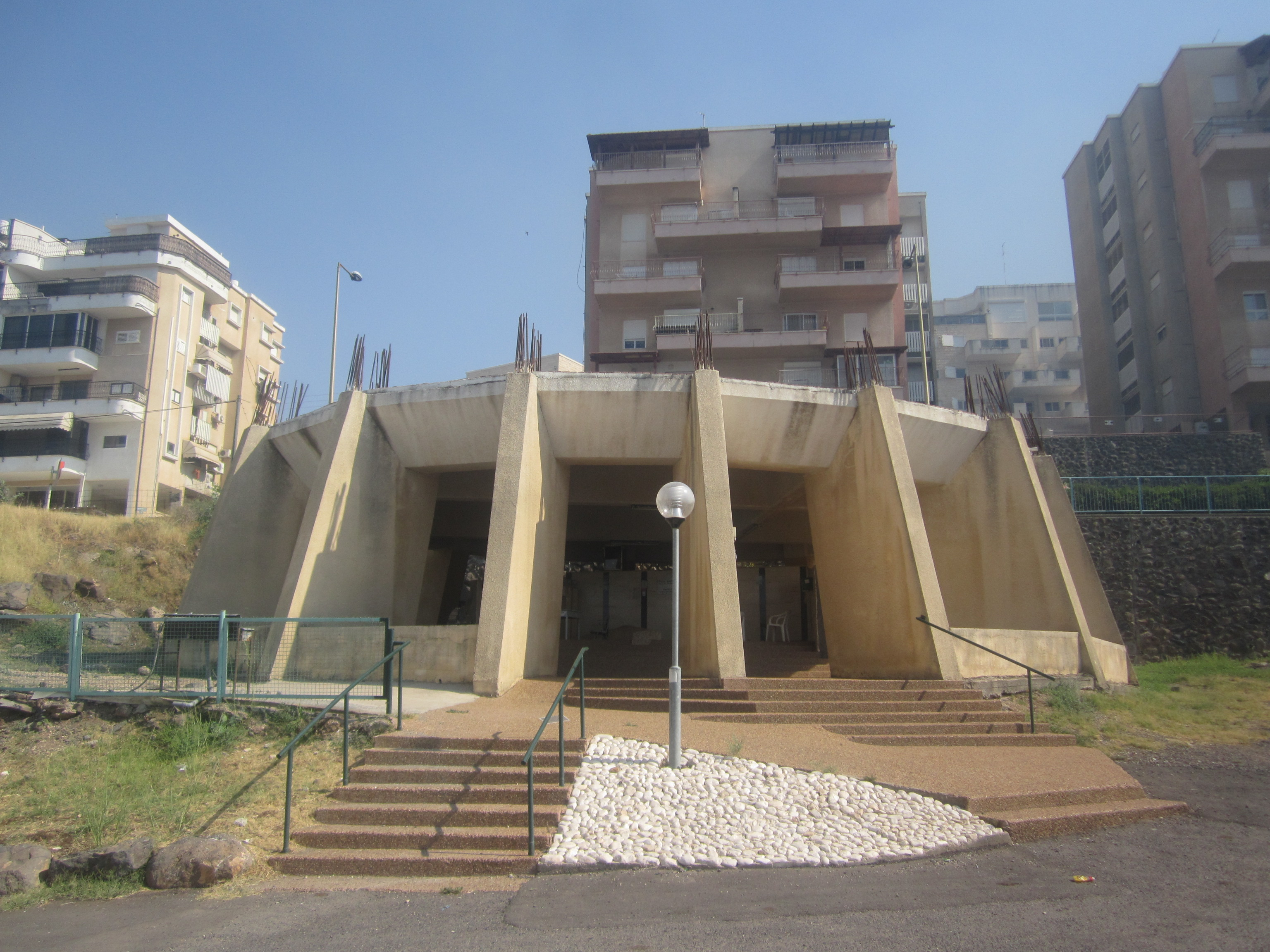
Гробниця праматерів

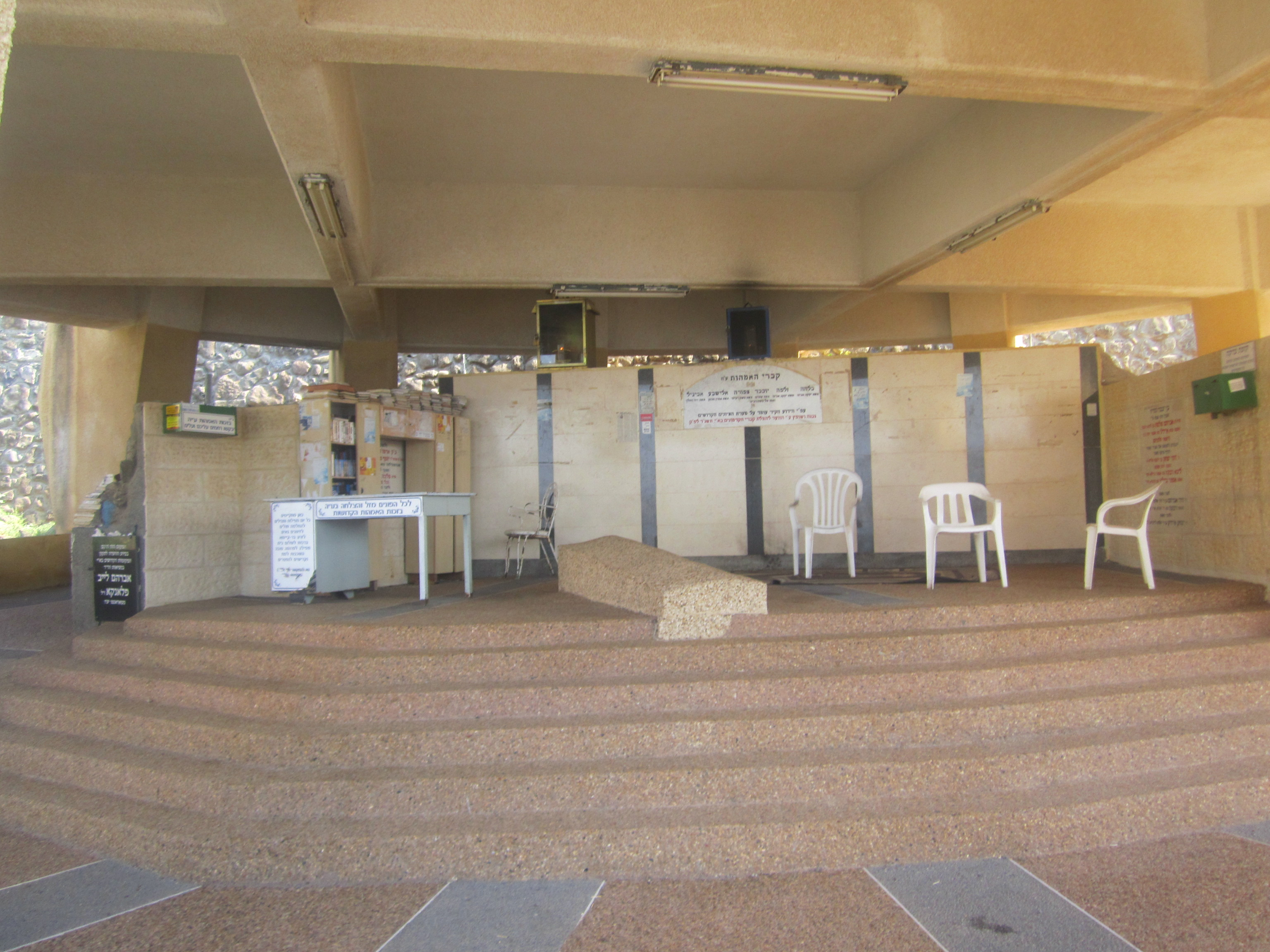
Гробниця праматерів

Гробниця праматерів (івр. קבר האמהות‏‎‎‎, Кевер га-імагот) — гробниця, що знаходиться у Тверії, та за юдейською традицією у якій поховані відомі з Біблії жінки:
- Зілпа(івр. זִלְפָּה, Zilpa, Zilpāh) — згідно з Книгою Буття служниця Лії, яка стає наложницею патріарха Якова.
- Білга (івр. בִּלְהָה, Bilha, Bilhāh, «нерішуча, сором'язлива») — згідно з Книгою Буття служниця Рахилі, яка стає наложницею патріарха Якова і народжує йому двох синів Дана і Нафталі
- Іохаведа — дочка Леві, мати Аарона, Міріам та Мойсея.
- Ціппора — персонаж Біблії, дружина Мойсея, дочка Їтро (Реуела), жерця та вождя мідіян.
- Елішева — дружина Аарона, дочка Амінадава.
- Авігайла — дружина Навала, та по його смерті царя Давида.